# Черкасов, Сергей Викторович
Серге́й Ви́кторович Черка́сов (род. 10 июля 1971 года, Оренбург) — российский учёный-микробиолог, специалист в области медицинской микробиологии и экологии микроорганизмов, академик РАН (2025; член-корреспондент 2016).

## Биография
Родился в 1971 году.
В 1995 году окончил Оренбургский государственный медицинский университет (ОрГМУ, ныне ОрГМА или ОГМА, А = Академия), лечебный факультет.
В 1998 году стал кандидатом, а в 2011 — доктором медицинских наук [тема докторской диссертации «Ассоциативный симбиоз как биологическая основа колонизационной резистентности хозяина (на модели женского репродуктивного тракта)»].
Заведует лабораторией биомедицинских технологий в Институте клеточного и внутриклеточного симбиоза УрО РАН (ИКВС УрО РАН), гор. Оренбург. С мая 2013 года по 2017 год занимал также пост директора этого Института.
В январе 2016 года — присвоено почётное учёное звание профессора РАН.
В октябре 2016 года — избран членом-корреспондентом РАН по Отделению физиологических наук. В мае 2025 — действительным членом РАН по тому же отделению.
С 2019 года возглавляет Оренбургский федеральный исследовательский центр УрО РАН.

## Научная деятельность
С. В. Черкасов — специалист в области медицинской микробиологии и экологии микроорганизмов. Направление его исследований — ассоциативный симбиоз хозяина и микроорганизмов, механизмы резистентности.
Автор свыше 80 публикаций (данные РИНЦ), в том числе 3 монографий, 11 патентов. Индекс Хирша — 11.
Основные научные результаты:
- описаны и расшифрованы бактериальные механизмы колонизационной резистентности хозяина, включающие торможение адгезии патогенов, а также антагонистическое антимикробное действие нормофлоры;
- исследована колонизационная резистентность репродуктивного тракта женщин как функция ассоциативного симбиоза хозяина и микроорганизмов, направленная на ограничение колонизации биотопов аллохтонными микроорганизмами;
- обнаружен синергидный антимикробный эффект при симбиотических взаимодействиях автохтонной микробиоты и хозяина в реализации колонизационной резистентности;
- разработаны методы прогнозирования течения и контроля терапии инфекционно-воспалительных заболеваний репродуктивного тракта женщин на основе микробиологических критериев дисбиотических состояний организма хозяина.

Параллельно с научной деятельностью, ведёт преподавательскую работу в должности профессора кафедры биохимии и микробиологии химико-биологического факультета Оренбургского государственного университета.

## Признание
- Научные результаты С. В. Черкасова отмечены премиями УрО РАН по медицине им. В. В. Парина (2005), правительства (2007, 2009) и губернатора (2011, 2013) Оренбургской области. В 2013 г. ему была присуждена стипендия правительства Оренбургской области для молодых докторов. Награждён двумя серебряными медалями Московского международного салона инноваций и инвестиций (2009, 2010)[2].
- Медаль ордена «За заслуги перед Отечеством» II степени (5 февраля 2024 года) — за большой вклад в развитие отечественной науки, многолетнюю плодотворную деятельность и в связи с 300-летием со дня основания Российской академии наук[8].